# 西安地铁5号线
西安地铁5号线是西安地铁线路网中的一条线路，全長45.26公里，已开通段长41.6公里，于2020年12月28日开通运营。联接西咸新区、曲江新区、浐灞生态区等城市近期重点建设区域，与一号线共同构成主城区东西方向的双通道，是典型的中心交通疏导、两端开发引导型的线路。

## 概述
地铁五号线一期工程西起西郊和平工业园，东至西安东站。线路自阿房宫南站出发沿昆明路向东布设，行至西二环，之后线路转向南，下穿丰庆公园进入南二环，后沿友谊路东行，至兴庆路向南沿雁翔路敷设，在黄渠头村附近沿规划七路布设，在规划七路与草滩路交叉口设月登阁站，出站后线路出地面上跨雁鸣湖、浐河，进入规划道路路中布设，跨过东三环后，线路转入地下下穿半引路、绕城高速公路至终点西安东站。全长25.366公里，共设车站21座（其中20座地下站，1座高架站），设和平车辆段、雁鸣湖停车场各1处，主变电站两座。
地铁五号线二期工程自阿房宫南站西延至創新港站，线路长20.1公里，设站13座。規劃建設期為2016-2020年。
受国铁西安东站建设整体方案影响，先期计划开通马腾空站至创新港站之间的车站与线路，含车站31座，共计41.6公里。
线路标识色为 Pantone 374U ，创新港站到马腾空站的地铁列车单程运行时间为76分钟。
2020年9月10日，为了纪念第36个教师节与西安交通大学第四个“西迁纪念日”，部分随着学校西迁的老教授，学校师生及社会各界代表在西安地铁五号线太乙路站参观地铁5号线建设，并登上发往创新港站的地铁调试列车。
2020年12月28日上午，5号线正式开通运营，第一列地铁在上午9:30左右发往马腾空站，10:42第一列发往创新港站的地铁抵达车站。
2021年8月17日，雁鸣湖停车场启用，往马腾空站的末班车发车时间由22:50延长至23:15，最小发车间隔由4分18秒缩短至4分05秒。

## 车站列表
西安地铁5号线一、二期共设34个车站。其中阿房宫南至西安东站為一期線路，创新港至阿房宫南為二期線路。
| 区段 | 站名                | 行政区 | 行政区        | 启用日期       | 接驳线路 | 站台类型       |
| ---- | ------------------- | ------ | ------------- | -------------- | -------- | -------------- |
| 二期 | 创新港              | 西安市 | 长安区        | 2020年12月28日 |          | 高架岛式站台   |
| 二期 | 创新港东            | 咸阳市 | 秦都区        | 2020年12月28日 |          | 高架岛式站台   |
| 二期 | 翱翔小镇            | 咸阳市 | 秦都区        | 2020年12月28日 |          | 高架岛式站台   |
| 二期 | 钓台                | 咸阳市 | 秦都区        | 2020年12月28日 |          | 高架岛式站台   |
| 二期 | 沣西文化公园        | 西安市 | 长安区        | 2020年12月28日 |          | 高架岛式站台   |
| 二期 | 东马坊              | 西安市 | 长安区        | 2020年12月28日 |          | 高架岛式站台   |
| 二期 | 高桥                | 西安市 | 长安区        | 2020年12月28日 |          | 高架侧式站台   |
| 二期 | 文教园              | 西安市 | 长安区        | 2020年12月28日 |          | 高架侧式站台   |
| 二期 | 欢乐谷              | 西安市 | 长安区        | 2020年12月28日 | 16号线   | 地下岛式站台   |
| 二期 | 镐京                | 西安市 | 长安区        | 2020年12月28日 |          | 地下岛式站台   |
| 二期 | 复兴大道南          | 西安市 | 长安区        | 2020年12月28日 |          | 地下岛式站台   |
| 二期 | 斗门                | 西安市 | 长安区        | 2020年12月28日 |          | 地下岛式站台   |
| 二期 | 王寺                | 西安市 | 长安区        | 2020年12月28日 |          | 地下岛式站台   |
| 一期 | 阿房宫南            | 西安市 | 未央区        | 2020年12月28日 | 西户线   | 地下岛式站台   |
| 一期 | 石桥立交            | 西安市 | 未央区        | 2020年12月28日 |          | 地下岛式站台   |
| 一期 | 西窑头              | 西安市 | 未央区 雁塔区 | 2020年12月28日 |          | 地下岛式站台   |
| 一期 | 汉城南路            | 西安市 | 莲湖区 雁塔区 | 2020年12月28日 |          | 地下岛式站台   |
| 一期 | 金光门              | 西安市 | 莲湖区 雁塔区 | 2020年12月28日 | 8号线    | 地下岛式站台   |
| 一期 | 丰庆公园            | 西安市 | 莲湖区        | 2020年12月28日 |          | 地下岛式站台   |
| 一期 | 西北工业大学        | 西安市 | 碑林区 莲湖区 | 2020年12月28日 | 6号线    | 地下岛式站台   |
| 一期 | 边家村              | 西安市 | 碑林区        | 2020年12月28日 |          | 地下岛式站台   |
| 一期 | 省人民医院·黄雁村   | 西安市 | 碑林区        | 2020年12月28日 |          | 地下岛式站台   |
| 一期 | 南稍门              | 西安市 | 碑林区        | 2020年12月28日 | 2号线    | 地下岛式站台   |
| 一期 | 文艺路              | 西安市 | 碑林区        | 2020年12月28日 |          | 地下岛式站台   |
| 一期 | 建筑科技大学·李家村 | 西安市 | 碑林区        | 2020年12月28日 | 4号线    | 地下岛式站台   |
| 一期 | 太乙路              | 西安市 | 碑林区        | 2020年12月28日 |          | 地下岛式站台   |
| 一期 | 雁翔路北口          | 西安市 | 雁塔区        | 2020年12月28日 |          | 地下岛式站台   |
| 一期 | 青龙寺              | 西安市 | 雁塔区        | 2020年12月28日 | 3号线    | 地下岛式站台   |
| 一期 | 理工大曲江校区      | 西安市 | 雁塔区        | 2020年12月28日 |          | 地下岛式站台   |
| 一期 | 黄渠头              | 西安市 | 雁塔区        | 2020年12月28日 |          | 地下岛式站台   |
| 一期 | 马腾空              | 西安市 | 雁塔区        | 2020年12月28日 | 8号线    | 地下岛式站台   |
| 一期 | 月登阁              | 西安市 | 雁塔区        | 2024年9月26日  |          | 地下岛式站台   |
| 一期 | 雁鸣湖              | 西安市 | 灞桥区        | 2024年9月26日  |          | 高架侧式站台   |
| 一期 | 西安东站            | 西安市 | 灞桥区        | 与国铁同步     | 西安东站 | 地下双岛式站台 |